# Клюсы (Сумская область)
Клюсы (укр. Клюси) — село, Капустинский сельский совет, Липоводолинский район, Сумская область, Украина.
Код КОАТУУ — 5923281903. Население по переписи 2001 года составляло 48 человек.

## Географическое положение
Село Клюсы находится на правом берегу реки Грунь, выше по течению на расстоянии в 1 км расположено село Василевка, ниже по течению на расстоянии в 0,5 км и на противоположном берегу расположено село Капустинцы.